# مورياليس (قرطبة)
بلدية مورياليس (بالإسبانية: Moriles)‏، هي إحدى بلديات مقاطعة قرطبة إحدى مقاطعات إسبانيا، و التي تقع في منطقة الأندلس جنوب إسبانيا.
يبلغ عدد سكانها 3.989 نسمة وفقاً لإحصائية سنة (2007).